# 早乙女愛
早乙女 愛（さおとめ あい、1958年12月29日 - 2010年7月20日）は、日本の女優である。身長166cm。B86cm。
鹿児島県肝属郡高山町（現：肝付町）生まれ。鹿児島県立高山高等学校卒業。アルファエージェンシーに所属していた。

## 略歴
7人兄弟の長女（最年長）で、5人が弟で一番下に15歳離れた妹（江原道ブランドディレクターの瀬戸口めぐみ）がいる。実家は印刷屋を経営していた。中学時代は陸上部で鳴らす。中学3年のとき、地元のカメラマンに『愛と誠』のオーディションの話を聞く。
1974年（昭和49年）、漫画雑誌『週刊少年マガジン』に連載されていた、梶原一騎原作の漫画 『愛と誠』が映画化されるにあたり、主人公・太賀誠を演じる西城秀樹の相手役が公募された。中学を卒業した春休みに「タダで東京へ行けて、西城秀樹さんにも会える」という動機で、友人と共に応募し、4万人の中から選出され、松竹と専属契約。同年、映画での役名と同じ「早乙女 愛」の芸名で映画デビューした。同作で脚光を浴び、1日に400通ものファンレターが殺到するほどの人気となった。映画もシリーズ化されたことでその多忙が影響し、鹿児島県立高山高等学校に入学は決まっていたが、入学式だけ行って高校は1年留年した。『愛と誠』が三部作となったため、夏と冬の休みに上京し撮影、4年かけて高校を卒業後、上京し女優として活躍を続けた。
1983年（昭和58年）、成人映画である『女猫』（監督・山城新伍）に主演。それからはヌードシーンも厭わぬ大胆な演技に挑むようになった。1985年（昭和60年）に7歳年上の江原春義と結婚。その後1986年に一緒に化粧品会社「江原道」設立。結婚を機に徐々に仕事から離れつつ助演にシフトしていった。
1996年（平成8年）、出演していたテレビドラマシリーズ 『はるちゃん』（東海テレビ）を自身の妊娠により途中降板し、翌1997年に男子を出産。以降の芸能活動は映画等で数シーンのみの出演に留まった。2000年（平成12年）の映画『新・仁義なき戦い』への出演を最後に芸能界を引退。
2002年（平成14年）頃よりアメリカ合衆国に居住していた。2008年（平成20年）離婚し息子と2人で暮らす。
2010年（平成22年）7月20日午前3時51分（現地時間。日本時間午後7時51分）、多臓器不全のためシアトルの病院で死去。

## 人物
家系的に胸が大きく、小学校4年から目立ったので、6年のとき、学校の担任から母に「お嬢さんにブラジャーを着けさせてください」と頼まれた。小・中学校と陸上をやっていたため、男子生徒がズラーッと並んで茶化すため、恥ずかしい思いをずっとした。大人になってもノーブラが好きで、乳首が透けて見える服のときだけブラジャーを着けていたという。

## 出演

### 映画
- 愛と誠（1974年）
- 港のヨーコ・ヨコハマ・ヨコスカ（1975年）
- 男はつらいよ 寅次郎相合い傘（1975年）
- スプーン一杯の幸せ（1975年） - 福島ひとみ
- 続・愛と誠（1975年）
- 青春の構図（1976年）
- 愛と誠・完結篇（1976年）
- 俺は上野のプレスリー（1978年）
- オレンジロード急行（1978年） - 宏美
- 女猫（1983年）
- 迷走地図（1983年） - 波子
- 北の螢（1984年）
- 瀬降り物語（1985年）
- テラ戦士ΨBOY（1985年） - 片山先生
- 南京1937（1995年）
- シャブ極道（1996年）
- 顔（2000年）
- 新・仁義なき戦い。（2000年）

### テレビドラマ
- 水戸黄門（1978年）
  - 第8部 第29話「妖雲晴れた桜島 -鹿児島-」 - 居酒屋の女中
  - 第9部 第13話「黄門様の泥棒ごっこ -長岡-」 - おすみ
- 大都会 PARTIII 第23話「女豹と刑事野郎」（1978年） - 赤城悦子
- 必殺シリーズ
  - 翔べ! 必殺うらごろし 第17話「美人画から抜け出た女は何処へ?」（1979年） - 胡蝶
  - 必殺仕舞人 第3話「織姫悲しや郡上節」（1981年） - おかよ
  - 新・必殺仕事人 第25話「主水猫を逮捕する」（1981年） - おひさ
  - 必殺仕事人III 第23話「ギックリ腰で欠勤したのは主水」（1983年） - お静
  - 必殺スペシャル・新春 決定版!大奥、春日野局の秘密 主水、露天風呂で初仕事（1989年） - 望月るい
- 八丁堀暴れ軍団 第7話「人質救出にお指図無用」（1979年） - 多恵
- 江戸の激斗 第4話「地獄の虫を叩っ斬れ!」（1979年） - 千草
- 七人の刑事 第3シーズン 第49話「谷村巡査が撃った女」（1979年）
- 鉄道公安官 第14話「裏切りの途中下車」（1979年） - しのぶ
- 特捜最前線
  - 第111話「ラジオカセットのある殺人風景!」（1979年） - 藤井千恵子
  - 第407話、第408話「幻の女」（1985年） - 山下京子
- 江戸の波濤（1979年） - おその
- 大江戸捜査網 第310話「豪雨に消えた謎の美女」（1979年） - おけい
- 長七郎天下ご免! 第9話「雪どけを待つ女」（1979年） - 志津
- 渚の女（1980年）
- 服部半蔵 影の軍団 第26話「魔境・呪いの横笛」（1980年） - マキ
- 若き日の北條早雲
- Gメン'75 第299話「青い目の人形バラバラ殺人事件」（1981年） - 白石律子先生
- 秘密のデカちゃん 第18話「困ったわ!! 隣りのオバサマ新登場」（1981年） - 坂口けいこ
- 変装探偵（1981年9月5日） - 中西レナ
- 警視庁殺人課 第22話「新妻殺人事件・暴走Gメンを撃て!」（1981年）
- 桃太郎侍 第258話「さらば桃太郎」（1981年）
- 吉宗評判記 暴れん坊将軍 第181話「絵筆に誓った兄弟仁義」（1981年10月17日） - お夕
- いのち燃ゆ（1981年） - シーボルト・イネ
- 幻之介世直し帖 第5話「はやぶさ剣法罠を斬れ」（1981年） - おきよ
- 太陽にほえろ!
  - 第487話「ケガの功名」（1981年） - 杉田恵子
  - 第542話「芝浜」（1983年） - 秋元かおる
- 銭形平次 第819話「若旦那万事休す」（1982年） - 菊奴
- 同心暁蘭之介 第25話「ひと質」（1982年、CX）
- 俺はご先祖さま 第12話「未来から来た同級生」（1982年）
- 土曜ワイド劇場
  - 化粧台の美女 江戸川乱歩の『蜘蛛男』（1982年） - 山際恵子
  - 炎の中の美女 江戸川乱歩の『三角館の恐怖』（1984年） - 鳩野桂子
  - 整形花嫁の復讐 結婚式に殺しの鐘が三度鳴る!妖しい肌の完全犯罪（1985年） - 三谷瑛子
  - レイプ囚に愛された女 誘惑!復讐!白い肌の殺人依頼 裏切った代理母（1985年）
- 遠山の金さん 第1シリーズ 第32話「悪徳与力に狙われた若妻!」（1982年）
- 源九郎旅日記 葵の暴れん坊 第32話「神のお告げの夢おんな」（1982年） - おはる
- ザ・ハングマンシリーズ - マリア / 雨宮礼子
  - 新ハングマン（1983年 - 1984年）
  - ザ・ハングマン4 第8話「帰ってきたマリアをナイフが襲う!」、第9話「美人コンパニオンが消されていく!」（1984年）
  - ザ・ハングマンV 第9話「金塊に化けたヘソクリ200億を追え!」（1986年）
- ガラスの絆（1983年1月22日）
- 銀河テレビ小説 青春前後不覚（1983年） - 胡桃沢直子
- 暴れ九庵 第6話「輝け! 青い芽よ」（1984年） - おとき
- 金曜女のドラマスペシャル「結婚前夜 -消えた殺人事件-」（1985年3月22日） - 橘夕子
- 火曜サスペンス劇場「最後の微笑」（1985年7月16日）- 立花まゆみ
- 月曜ワイド劇場「通り魔 人妻は白昼犯された!」（1985年8月19日）
- 月曜・女のサスペンス 夏樹静子トラベルサスペンス「九州航路の謎 -川崎～宮崎 豪華客船血塗られたデッキ-」（1988年6月6日） - 桂瑠美子
- 男と女のミステリー「花ほおずきひとつ、丹波篠山殺人事件」（1989年6月30日） - 矢沢和恵
- 月曜ドラマスペシャル 愛の痛み（1990年12月24日）
- 連続テレビ小説 君の名は（1991年） - 野添絹子
- 日曜劇場 / 愛が降る日（1992年）
- マエストロ 第10話（1993年）
- 野菊の墓（1993年）
- 名奉行 遠山の金さん 第5シリーズ 第18話「外国船に潜入した女」（1993年） - あや
- HOTEL 第4シリーズ 第21話「夏・女教師の体験」（1995年）
- ピュア （1996年） - 小宮幸代

ほか多数

### バラエティ
- TV海賊チャンネル（1984年）

### CM
- 三共（現第一三共ヘルスケア） 「新ルルゴールドS錠」（1974年） - 第12代ルル娘
- ヱスビー食品 「たまごスープ」
- サンシルク
- サッポロビール「J&B」
- 第四銀行
- 高千穂酒造 「そば焼酎刈干」

## 作品

### シングル
| 発売日         | 規格 | 規格品番 | 面 | タイトル               | 作詞     | 作曲     | 編曲     |
| -------------- | ---- | -------- | -- | ---------------------- | -------- | -------- | -------- |
| 1976年3月21日  | EP   | SOLB-393 | A  | 魔法の鏡               | 荒井由実 | 荒井由実 | 竜崎孝路 |
| 1976年3月21日  | EP   | SOLB-393 | B  | 一方通行               | 早乙女愛 | 三佳令二 | 竜崎孝路 |
| 1976年10月21日 | EP   | 06SH-79  | A  | 愛と誠                 | 梶原一騎 | 三佳令二 | 田辺信一 |
| 1976年10月21日 | EP   | 06SH-79  | B  | 白い馬の騎士（ナイト） | 梶原一騎 | 三佳令二 | 田辺信一 |

### アルバム

#### オムニバス・アルバム
- アクトレス・ミラクルバイブル　夏目雅子・早乙女愛・池上季実子・真行寺君枝・古手川祐子（2008年7月29日、DYCL-86）-　CBSソニーから発表した全4曲を収録。

## 書籍

### 写真集
- 近代映画ハロー秋の号 早乙女愛集（1975年、近代映画社）
- 早乙女愛写真集　週刊プレイボーイ特別編集（1982年、集英社）
- 北の蛍 スプレイ（1984年、フジテレビ出版）

## 受賞
- エランドール新人賞（1976年）
- 『シャブ極道』で、1996年度おおさか映画祭・助演女優賞（1996年）